# Riverton–Boulevard Park
Riverton–Boulevard Park az Amerikai Egyesült Államok északnyugati részén, Washington állam King megyéjében elhelyezkedő egykori statisztikai település,, amelyet a 2010-es népszámláláskor szétválasztottak Riverton és Boulevard Park településekre. A 2000. évi népszámláláskor 11 188 lakosa volt.

## Népesség
A település népességének változása:
| Lakosok száma | 14 182 | 15 337 | 11 188 |
|               | 1980   | 1990   | 2000   |